# Casten von Otter (sociolog)
Casten Henrik von Otter, född 1941, är en svensk friherre och sociolog.
Casten von Otter studerade sociologi vid Uppsala universitet och var 1969–1973 verksam som forskare vid Institutet för social forskning i Stockholm. Han har även varit professor vid Arbetslivscentrum och redaktör för tidskriften "Economic and Industrial Democracy". Han är son till Göran von Otter samt bror till Birgitta von Otter och Anne Sofie von Otter.